# Pardosa sowerbyi
Pardosa sowerbyi är en spindelart som beskrevs av Henry Roughton Hogg 1912. Pardosa sowerbyi ingår i släktet Pardosa och familjen vargspindlar. Inga underarter finns listade i Catalogue of Life.